# Leichtathletik-Weltmeisterschaften 1999/400 m Hürden der Frauen

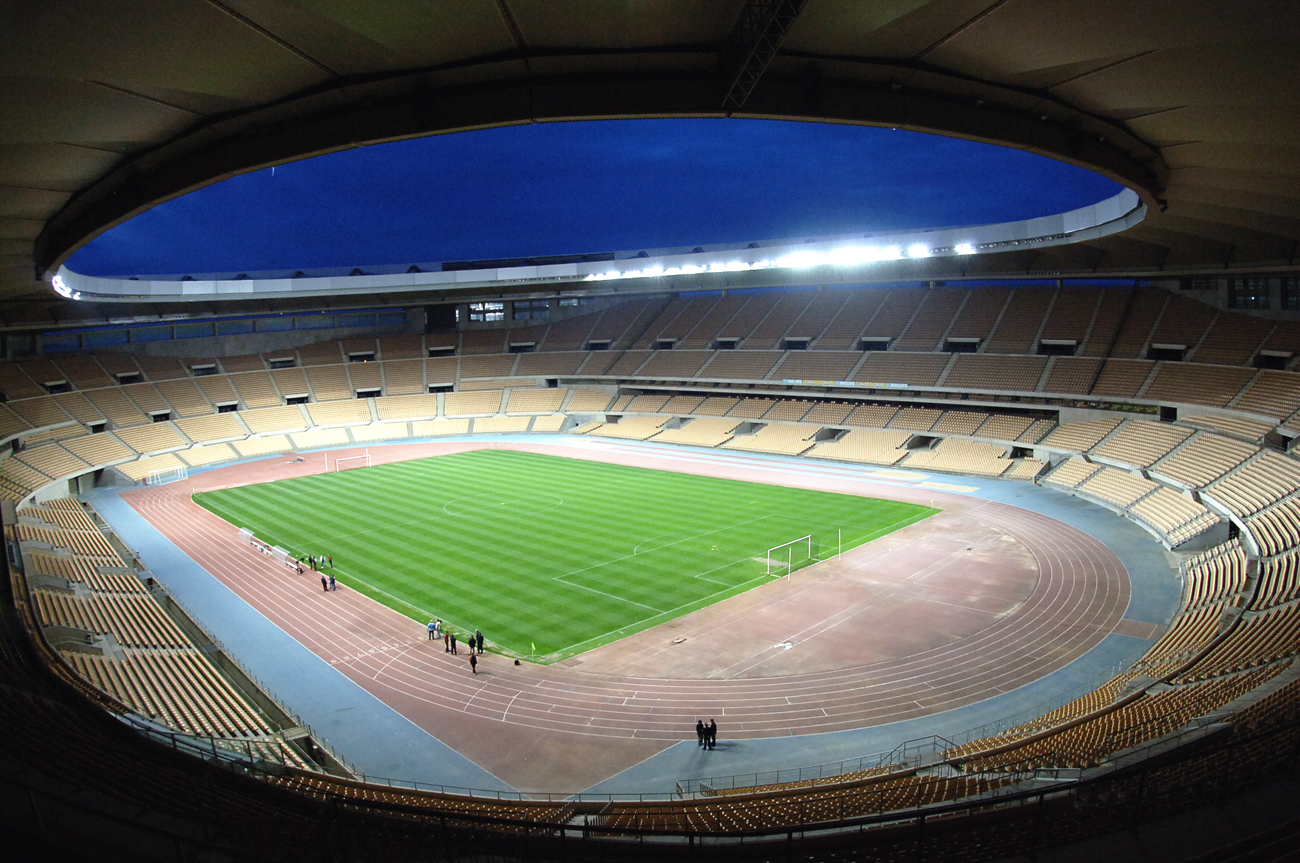
Das Olympiastadion von Sevilla im Jahr 2011

Der 400-Meter-Hürdenlauf der Frauen bei den Leichtathletik-Weltmeisterschaften 1999 wurde vom 23. bis 25. August 1999 im Olympiastadion der spanischen Stadt Sevilla ausgetragen.
Weltmeisterin wurde die Kubanerin Daimí Pernía. Mit nur einer Hundertstelsekunde Rückstand errang die marokkanische Titelverteidigerin Nezha Bidouane die Silbermedaille. Bronze ging an die Olympiasiegerin von 1996 Deon Hemmings aus Jamaika, die bei den Weltmeisterschaften 1997 Silber und 1995 Bronze gewonnen hatte. Als Mitglied der jamaikanischen 4-mal-400-Meter-Staffel war sie außerdem WM-Bronzemedaillengewinnerin von 1997.

## Bestehende Rekorde
| Weltrekord               | 52,61 s | Kim Batten | WM 1995 in Göteborg, Schweden | 11. August 1995 |
| Weltmeisterschaftsrekord | 52,61 s | Kim Batten | WM 1995 in Göteborg, Schweden | 11. August 1995 |

Der bestehende WM-Rekord wurde bei diesen Weltmeisterschaften nicht eingestellt und nicht verbessert.
Die kubanische Weltmeisterin Daimí Pernía stellte im Finale am 25. August mit 52,89 s eine neue Weltjahresbestleistung auf.
Darüber hinaus wurden ein Kontinentalrekord und drei weitere Landesrekorde aufgestellt:
- Kontinentalrekord:
  - 52,90 s (Afrikarekord) – Nezha Bidouane (Marokko), Finale am 25. August
- Landesrekorde:
  - 59,34 s – Delfina Joaquim (Angola), 1. Vorlauf am 22. August
  - 55,10 s – Monika Niederstätter (Italien), 3. Vorlauf am 22. August
  - 53,36 s – Andrea Blackett (Barbados), Finale am 25. August

## Vorrunde
Die Vorrunde wurde in vier Läufen durchgeführt. Die ersten drei Athletinnen pro Lauf – hellblau unterlegt – sowie die darüber hinaus vier zeitschnellsten Läuferinnen – hellgrün unterlegt – qualifizierten sich für das Halbfinale.

### Vorlauf 1

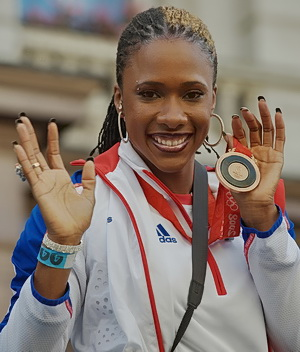
Tasha Danvers scheiterte als Sechste ihres Rennens in der Vorrunde

22. August 1999, 10:55 Uhr
| Platz | Name             | Nation         | Zeit       |
| ----- | ---------------- | -------------- | ---------- |
| 1     | Andrea Blackett  | Barbados       | 54,74 s    |
| 2     | Daimí Pernía     | Kuba           | 54,88 s    |
| 3     | Judit Szekeres   | Ungarn         | 55,04 s    |
| 4     | Mame Tacko Diouf | Senegal        | 55,30 s    |
| 5     | Ann Mercken      | Belgien        | 55,84 s    |
| 6     | Tasha Danvers    | Großbritannien | 56,22 s    |
| 7     | Delfina Joaquim  | Angola         | 59,34 s NR |

### Vorlauf 2

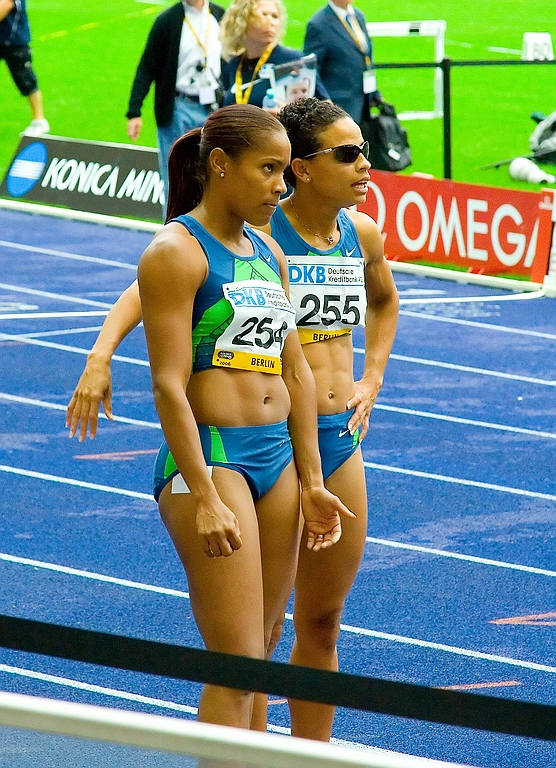
Joanna Hayes (rechts) verpasste die nächste Runde um einen Platz

22. August 1999, 11:11 Uhr
| Platz | Name               | Nation         | Zeit    |
| ----- | ------------------ | -------------- | ------- |
| 1     | Nezha Bidouane     | Marokko        | 54,64 s |
| 2     | Debbie-Ann Parris  | Jamaika        | 55,35 s |
| 3     | Sinead Dudgeon     | Großbritannien | 55,38 s |
| 4     | Joanna Hayes       | USA            | 55,38 s |
| 5     | Guðrún Arnardóttir | Island         | 55,45 s |
| 6     | Frida Svensson     | Schweden       | 55,59 s |
| 7     | Olga Dor           | Israel         | 57,23 s |

### Vorlauf 3
22. August 1999, 11:19 Uhr
| Platz | Name                  | Nation      | Zeit                             |
| ----- | --------------------- | ----------- | -------------------------------- |
| 1     | Sandra Glover         | USA         | 054,47 s                         |
| 2     | Tetjana Tereschtschuk | Ukraine     | 054,61 s                         |
| 3     | Jekaterina Bachwalow  | Russland    | 054,65 s                         |
| 4     | Ulrike Urbansky       | Deutschland | 054,67 s                         |
| 5     | Monika Niederstätter  | Italien     | 055,10 s NR                      |
| 6     | Mary-Estelle Kapalu   | Vanuatu     | 1:01,86 min                      |
| DSQ   | Karlene Haughton      | Kanada      | IAAF Rule 163.3 – Bahnübertreten |

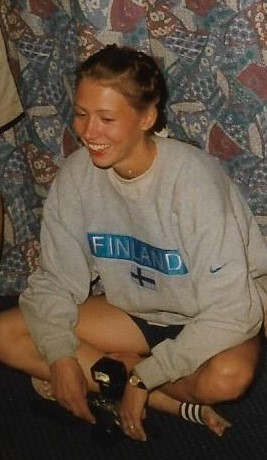
Petra Söderströms sechster Platz im vierten Vorlauf reichte nicht zur Teilnahme am Halbfinale

### Vorlauf 4
22. August 1999, 11:19 Uhr
| Platz | Name               | Nation         | Zeit    |
| ----- | ------------------ | -------------- | ------- |
| 1     | Deon Hemmings      | Jamaika        | 54,27 s |
| 2     | Michelle Johnson   | USA            | 54,79 s |
| 3     | Natalija Torschina | Kasachstan     | 54,95 s |
| 4     | Susan Smith-Walsh  | Irland         | 55,06 s |
| 5     | Keri Maddox        | Großbritannien | 55,33 s |
| 6     | Petra Söderström   | Finnland       | 56,93 s |
| 7     | Ieva Zunda         | Lettland       | 57,90 s |

## Halbfinale
Aus den beiden Halbfinalläufen qualifizierten sich die jeweils ersten vier Athletinnen – hellblau unterlegt – für das Finale.

### Halbfinallauf 1

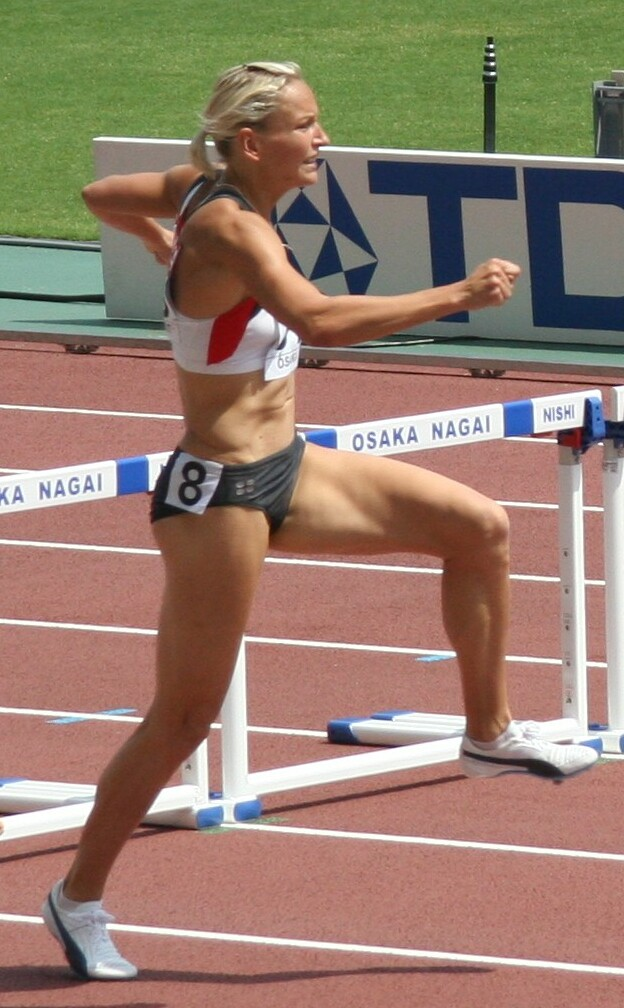
Ulrike Urbansky konnte ihre Zeit unter 55 Sekunden aus dem Vorlauf nicht wiederholen und schied im Halbfinale aus

23. August 1999, 19:55 Uhr
| Platz | Name                  | Nation         | Zeit (s) |
| ----- | --------------------- | -------------- | -------- |
| 1     | Deon Hemmings         | Jamaika        | 54,00    |
| 2     | Andrea Blackett       | Barbados       | 54,18    |
| 3     | Tetjana Tereschtschuk | Ukraine        | 54,55    |
| 4     | Michelle Johnson      | USA            | 54,67    |
| 5     | Mame Tacko Diouf      | Senegal        | 55,17    |
| 6     | Sinead Dudgeon        | Großbritannien | 55,69    |
| 7     | Jekaterina Bachwalow  | Russland       | 55,76    |
| 8     | Ulrike Urbansky       | Deutschland    | 55,81    |

### Halbfinallauf 2

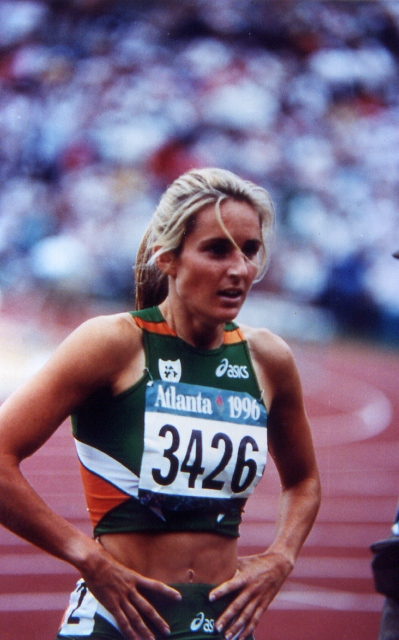
Susan Smith-Walsh erreichte als Sechste ihres Halbfinallaufs nicht das Finale

23. August 1999, 20:02 Uhr
| Platz | Name                 | Nation     | Zeit (s) |
| ----- | -------------------- | ---------- | -------- |
| 1     | Nezha Bidouane       | Marokko    | 53,95    |
| 2     | Daimí Pernía         | Kuba       | 53,96    |
| 3     | Sandra Glover        | USA        | 54,17    |
| 4     | Debbie-Ann Parris    | Jamaika    | 54,81    |
| 5     | Judit Szekeres       | Ungarn     | 54,86    |
| 6     | Susan Smith-Walsh    | Irland     | 55,20    |
| 7     | Natalija Torschina   | Kasachstan | 55,26    |
| 8     | Monika Niederstätter | Italien    | 55,57    |

## Finale

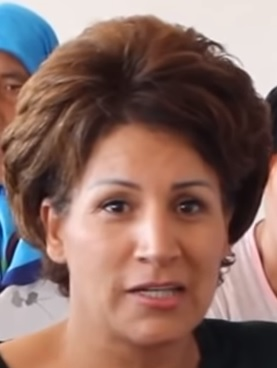
Um eine Hundertstelsekunde verpasste Vizeweltmeisterin Nezha Bidouane die erfolgreiche Verteidigung ihres WM-Titels

25. August 1999, 20:45 Uhr
| Platz | Name                  | Nation   | Zeit (s) |
| ----- | --------------------- | -------- | -------- |
| 1     | Daimí Pernía          | Kuba     | 52,89 WL |
| 2     | Nezha Bidouane        | Marokko  | 52,90 AF |
| 3     | Deon Hemmings         | Jamaika  | 53,16    |
| 4     | Andrea Blackett       | Barbados | 53,36 NR |
| 5     | Sandra Glover         | USA      | 53,65    |
| 6     | Michelle Johnson      | USA      | 54,23    |
| 7     | Tetjana Tereschtschuk | Ukraine  | 54,33    |
| 8     | Debbie-Ann Parris     | Jamaika  | 56,24    |

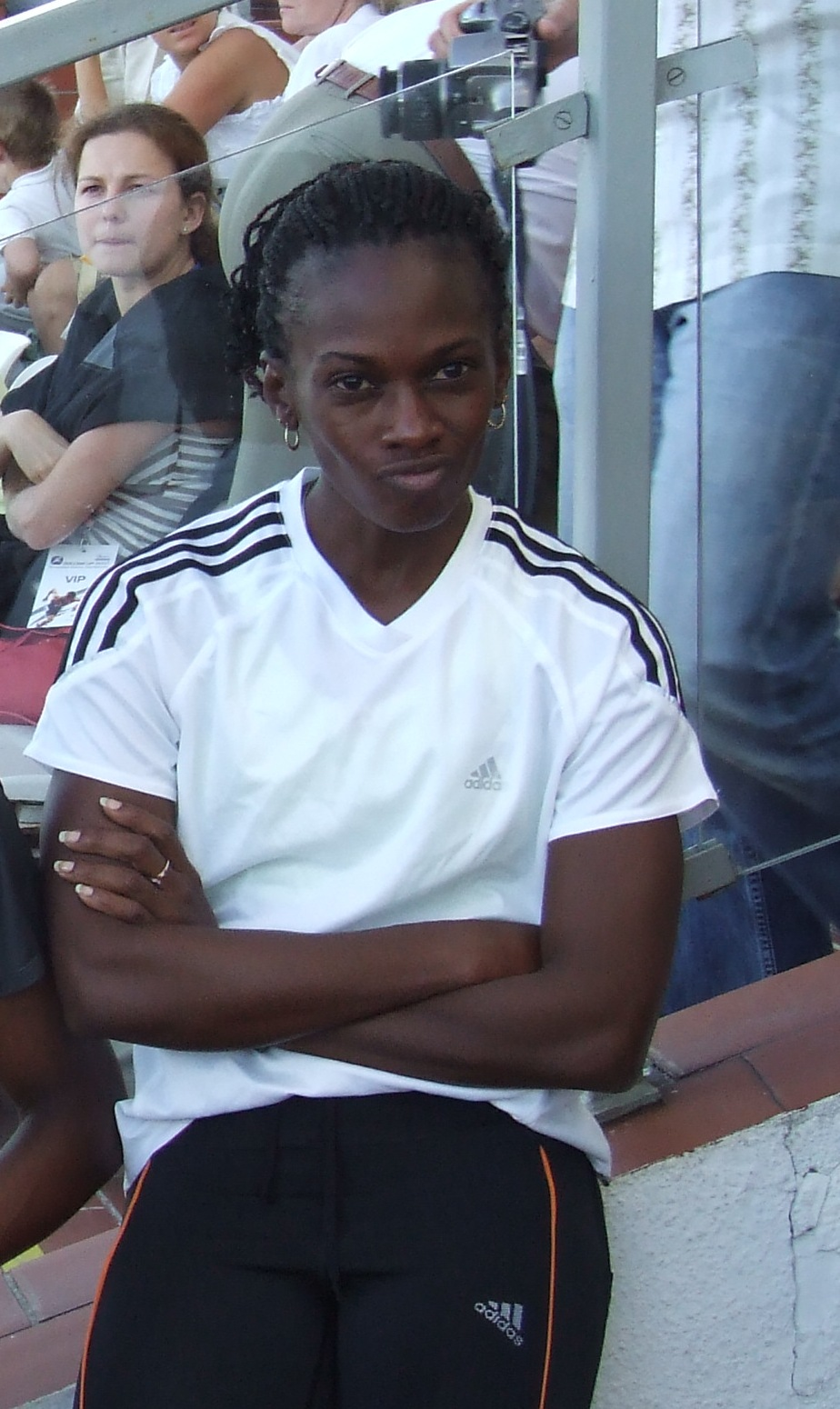
Andrea Blackett lief wie schon bei den vorangegangenen Weltmeisterschaften neuen Landesrekord und belegte diesmal Rang vier
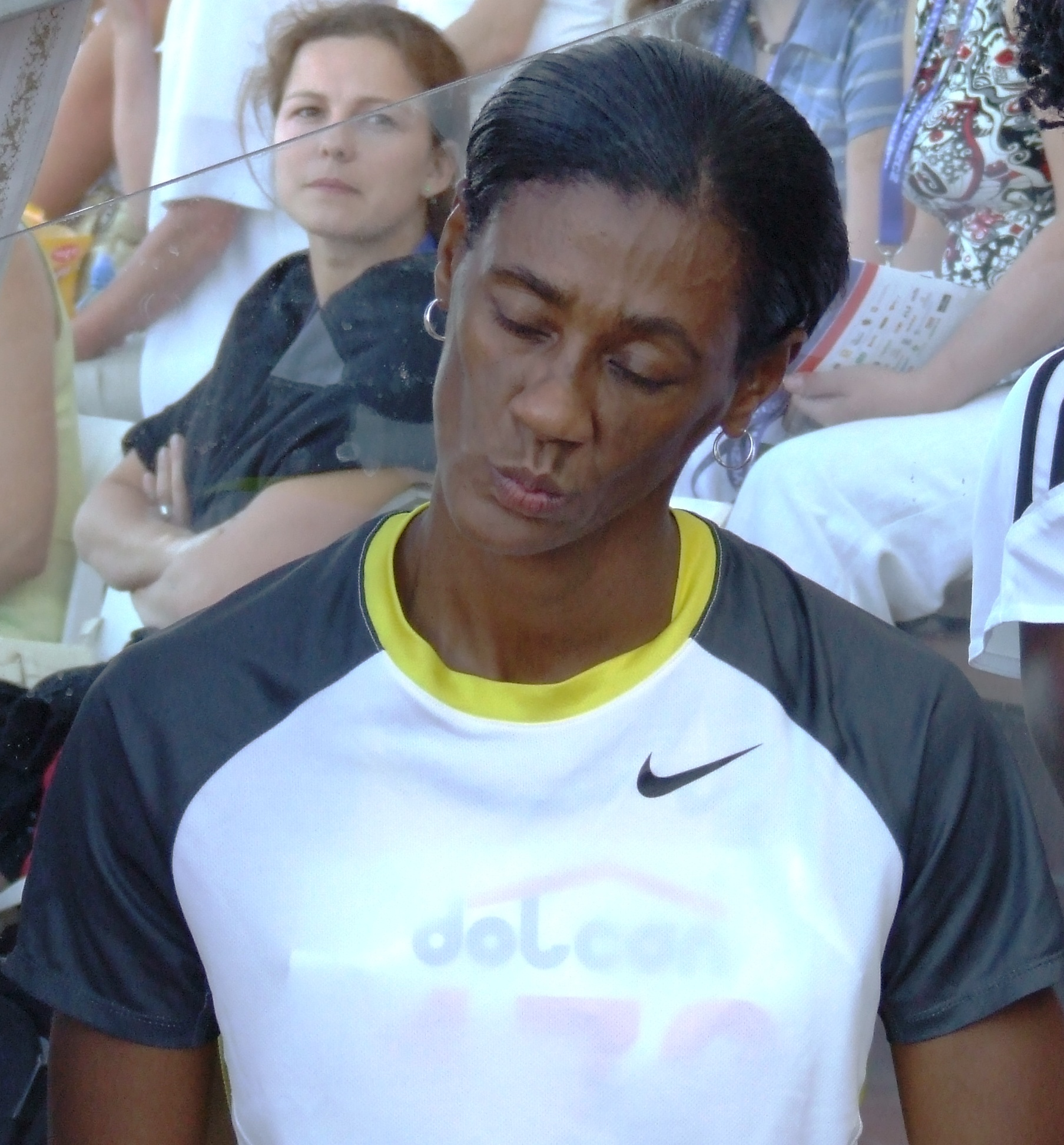
Sandra Glover erreichte Platz fünf

## Video
- 1999 IAAF World Athletics Championships – Women's 400 m Hurdles Final, Video veröffentlicht am 5. Januar 2014 auf youtube.com, abgerufen am 27. Juli 2020